# Jiange

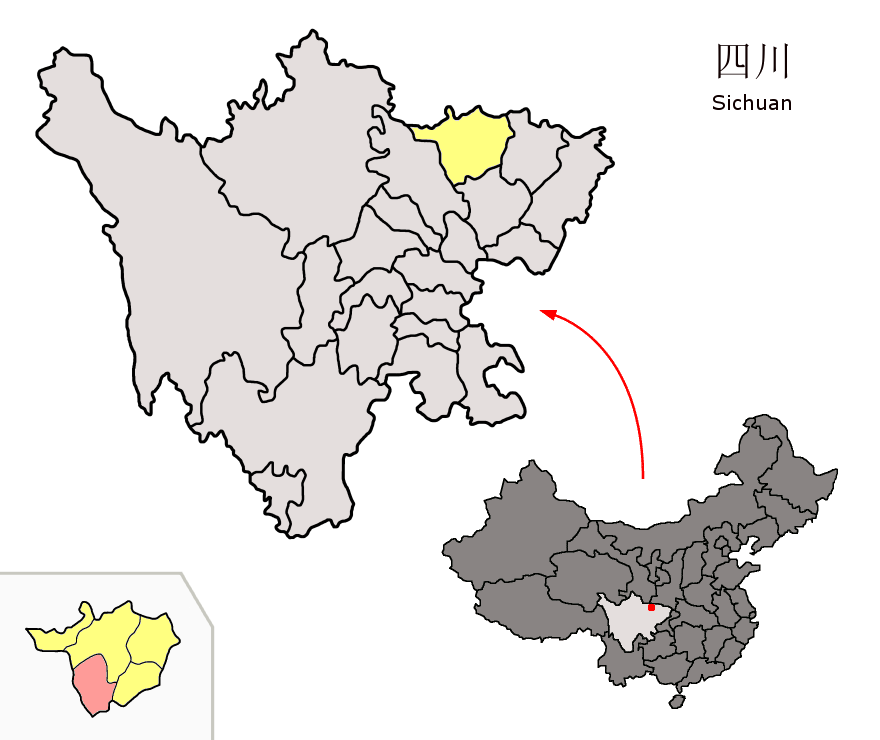
Lage des Kreises Jiange (rosa) in der bezirksfreien Stadt Guangyuan (gelb).

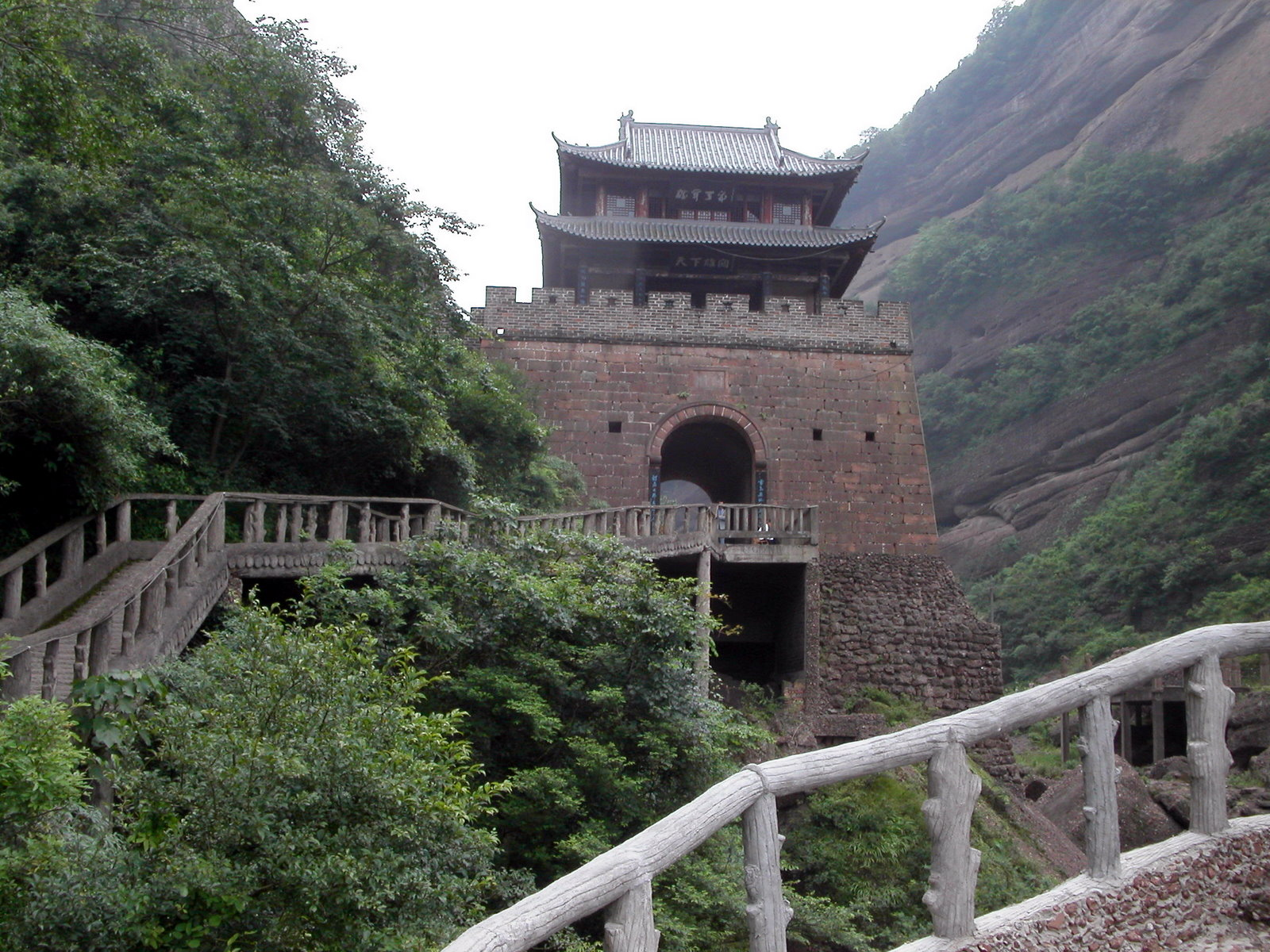
Jianmenguan.

Jiange (chinesisch 剑阁县, Pinyin Jiàngé Xiàn) ist ein Kreis der bezirksfreien Stadt Guangyuan in der chinesischen Provinz Sichuan. Die Fläche beträgt 3.203 Quadratkilometer und die Einwohnerzahl 423.859 (Stand: Zensus 2020). 1999 zählte Jiange 671.643 Einwohner.
Der Jueyuan-Tempel (Jueyuan si 觉苑寺) steht seit 2001 auf der Liste der Denkmäler der Volksrepublik China (5-387).